# Alemanha nos Jogos Olímpicos de Inverno de 2018
A Alemanha participou dos Jogos Olímpicos de Inverno de 2018, realizados na cidade de Pyeongchang, na Coreia do Sul.
O país fez sua décima segunda aparição em Olimpíadas de Inverno, sendo que participa regularmente desde os Jogos de 1992, em Albertville. Sua delegação foi composta de 153 atletas que competiram em quatorze das quinze modalidades em disputa (só não classificou atletas no curling).

## Medalhas
| Atleta | Esporte             | Evento                             | Medalha |
| --- | ------------------- | ---------------------------------- | ------- |
| Laura Dahlmeier | Biatlo              | Velocidade feminino                | Ouro    |
| Andreas Wellinger | Salto de esqui      | Pista normal individual masculino  | Ouro    |
| Arnd Peiffer | Biatlo              | Velocidade masculino               | Ouro    |
| Laura Dahlmeier | Biatlo              | Perseguição feminino               | Ouro    |
| Natalie Geisenberger | Luge                | Individual feminino                | Ouro    |
| Eric Frenzel | Combinado nórdico   | Individual pista normal            | Ouro    |
| Tobias Wendl Tobias Arlt | Luge                | Duplas                             | Ouro    |
| Aliona Savchenko Bruno Massot | Patinação artística | Duplas                             | Ouro    |
| Natalie Geisenberger Johannes Ludwig Tobias Wendl Tobias Arlt | Luge                | Revezamento por equipes            | Ouro    |
| Francesco Friedrich Thorsten Margis | Bobsleigh           | Duplas masculinas                  | Ouro    |
| Johannes Rydzek | Combinado nórdico   | Individual pista longa             | Ouro    |
| Mariama Jamanka Lisa Buckwitz | Bobsleigh           | Duplas femininas                   | Ouro    |
| Vinzenz Geiger Fabian Rießle Eric Frenzel Johannes Rydzek | Combinado nórdico   | Equipes                            | Ouro    |
| Francesco Friedrich Candy Bauer Martin Grothkopp Thorsten Margis | Bobsleigh           | Equipes masculinas                 | Ouro    |
| Katharina Althaus | Salto de esqui      | Pista normal individual feminino   | Prata   |
| Dajana Eitberger | Luge                | Individual feminino                | Prata   |
| Jacqueline Lölling | Skeleton            | Feminino                           | Prata   |
| Andreas Wellinger | Salto de esqui      | Pista longa individual masculino   | Prata   |
| Simon Schempp | Biatlo              | Largada coletiva masculina         | Prata   |
| Karl Geiger Stephan Leyhe Richard Freitag Andreas Wellinger | Salto de esqui      | Pista longa por equipes masculinas | Prata   |
| Fabian Rießle | Combinado nórdico   | Individual pista longa             | Prata   |
| Selina Jörg | Snowboard           | Slalom gigante paralelo feminino   | Prata   |
| Nico Walther Kevin Kuske Alexander Rödiger Eric Franke | Bobsleigh           | Equipes masculinas                 | Prata   |
| Daryl Boyle Christian Ehrhoff Brooks Macek Marcus Kink Matthias Plachta Frank Mauer Danny aus den Birken Yannic Seidenberg Patrick Reimer Björn Krupp Jonas Müller Yasin Ehliz Gerrit Fauser Dennis Endras Frank Hördler Patrick Hager Timo Pielmeier Felix Schütz Marcel Goc Dominik Kahun Sinan Akdag Leonhard Pföderl David Wolf Moritz Müller Marcel Noebels | Hóquei no gelo      | Masculino                          | Prata   |
| Johannes Ludwig | Luge                | Individual masculino               | Bronze  |
| Benedikt Doll | Biatlo              | Perseguição masculino              | Bronze  |
| Toni Eggert Sascha Benecken | Luge                | Duplas                             | Bronze  |
| Laura Dahlmeier | Biatlo              | Individual feminino                | Bronze  |
| Eric Frenzel | Combinado nórdico   | Individual pista longa             | Bronze  |
| Erik Lesser Benedikt Doll Arnd Peiffer Simon Schempp | Biatlo              | Revezamento masculino              | Bronze  |
| Ramona Theresia Hofmeister | Snowboard           | Slalom gigante paralelo feminino   | Bronze  |

Legenda
| Recorde mundial      | Recorde mundial (World record)               |                       | Recorde africano                      | Recorde africano (African) |                                           | Q | Classificado por posição (Qualified) |
| Recorde olímpico     | Recorde olímpico (Olympic record)            | Recorde da América    | Recorde da América (Americas)         | q                          | Classificado por melhor tempo (Qualified) |   |                                      |
| Melhor marca do ano  | Melhor marca do ano (World leading)          | Recorde asiático      | Recorde asiático (Asian)              | DNS                        | Não largou (Did not start)                |   |                                      |
| Recorde nacional     | Recorde nacional (National record)           | Recorde europeu       | Recorde europeu (European)            | DNF                        | Não terminou (Did not finish)             |   |                                      |
| Recorde pessoal      | Recorde pessoal do atleta (Personal best)    | Recorde da Oceania    | Recorde da Oceania (Oceania)          | DSQ / DQ                   | Desclassificado (Disqualified)            |   |                                      |
| Recorde da temporada | Recorde da temporada do atleta (Season best) | Recorde sul-americano | Recorde sul-americano (South America) | NM                         | Sem marca (No mark)                       |   |                                      |